# Азовська Марія
Марія Азо́вська (дати народження і смерті невідомі) — українська акторка.

## Біографія
Протягом 1895—1897 років працювала в трупі Марка Кропивницького; 1898 року — у трупі Дмитра Гайдамаки; 1899 року — у трупі О. І. Науменка; 1900 року — у трупі Митрофана Ярошенка; 1905 року — у трупі Петра Націлевича; 1913 року — у трупі М. Гончаренка.

## Ролі
- Наталка («Наталка Полтавка» Івана Котляревського);
- Оксана («Запорожець за Дунаєм» Семена Гулака-Артемовського);
- Панночка («Вій» Марка Кропивницького за Миколою Гоголем);
- Катерина («Катерина» Миколи Аракса);
- Ярина («Пилип-музика» Миколи Янчука).